# شاهدخت لورنتین
شاهدخت لورنتین هلند (زادهٔ ۲۵ مه ۱۹۶۶) همسر شاهزاده کنستانتین، برادر ویلم-الکساندر، پادشاه هلند است.

## اوایل زندگی
پترا لورنتین برینک‌هورست در ۲۵ مه ۱۹۶۶ در لایدن، هلند زاده شد. او دختر لارنس یان برینک‌هورست، وزیر پیشین امور اقتصادی هلند، و یانتین برینک‌هورست-هرینگا است. او یک برادر بزرگ‌تر به نام ماریوس دارد. او با نام میانی خود، لورنتین، که ترکیبی از نام‌های والدینش است، شناخته می‌شود.
شاهدخت لورنتین تحصیلات ابتدایی خود را در خرونینگن آغاز کرد. خانواده‌اش سپس به لاهه نقل مکان کردند، جایی که او تحصیلات ابتدایی خود را به پایان رساند. او دوران متوسطه را در لاهه گذراند، چهار سال در کریستلیک خیمنازیوم سورخفلایت و یک سال در مدرسه‌ای دیگر تحصیل کرد. سپس در کیتا، توکیو در دبیرستان بین‌المللی فرانسوی توکیو تحصیل کرد و در سال ۱۹۸۴ دیپلم بکلوریا را دریافت نمود. در آن زمان، پدرش در ژاپن به عنوان سفیر اتحادیه اروپا در ژاپن فعالیت می‌کرد (۱۹۸۲ تا ۱۹۸۷).
شاهدخت لورنتین در دانشگاه خرونینگن در رشتهٔ تاریخ تحصیل کرد و در سال ۱۹۸۶ دورهٔ آموزش مقدماتی دانشگاهی را به پایان رساند. سپس در کویین مری، دانشگاه لندن تحصیل کرد و در سال ۱۹۸۹ مدرک کارشناسی علوم سیاسی دریافت نمود. او در ادامه در دانشگاه کالیفرنیا، برکلی به تحصیل پرداخت و در سال ۱۹۹۱ مدرک کارشناسی ارشد روزنامه‌نگاری را کسب کرد.

## علایق و فعالیت‌ها
در سال ۲۰۰۹، یونسکو او را به عنوان فرستاده ویژه خود در زمینهٔ «سوادآموزی برای توسعه» منصوب کرد و از «تعهد برجسته‌اش به ترویج آموزش و اختصاص عمیق به آرمان‌ها و اهداف سازمان» قدردانی نمود. در سال ۲۰۱۰، او به دلیل فعالیت‌هایش در مبارزه با بی‌سوادی، به همراه فردی دیگر برندهٔ جایزه بوشارت شد.
او همچنین رئیس سازمان غیردولتی حفاظت از حیات وحش فاونا و فلورا اینترنشنال است. در سال ۲۰۲۴، اعلام کرد که از سمت ریاست بنیاد بازیابی برای برابری استعفا داده است. این تصمیم پس از بروز جنجال‌هایی در مورد هزینه‌های بنیاد و ادعاهایی مبنی بر رفتار تهاجمی او نسبت به کارمندان دولتی اتخاذ شد.

## ازدواج و فرزندان
نامزدی شاهزاده کنستانتین و لورنتین برینک‌هورست در ۱۶ دسامبر ۲۰۰۰ اعلام شد. مراسم ازدواج مدنی آن‌ها در ۱۷ مه ۲۰۰۱ در تالار قدیمی شورا در خیابان جاوا، لاهه، توسط ویم دیتمن، شهردار لاهه، انجام شد. دو روز بعد، در ۱۹ مه، مراسم مذهبی ازدواج آن‌ها در کلیسای بزرگ سنت یاکوبسکرک با حضور کشیش کارل تر لیندن برگزار گردید.
شاهزاده کنستانتین و شاهدخت لورنتین دارای سه فرزند به نام‌های الویزه (زادهٔ ۲۰۰۲)، کلاوس-کازیمیر (زادهٔ ۲۰۰۴) و لئونور (زادهٔ ۲۰۰۶) هستند.
در سال ۲۰۱۵، شاهزاده کنستانتین، شاهدخت لورنتین و فرزندانشان از بروکسل، جایی که در آن زندگی می‌کردند، به لاهه نقل مکان کردند.

## القاب و نشان‌ها

نماد سلطنتی لورنتین

پرچم مخصوص شاهدخت لورنتین

### القاب
عنوان کامل لورنتین چنین است: والاحضرت شاهدخت پترا لورنتین هلند، شاهدخت اورانیه-ناسائو، بانو وان آمسبیرخ.
لورنتین به‌طور قانونی به عنوان شاهدخت منصوب نشده است، اما طبق سنت، همسر یک شاهزاده می‌تواند از عناوین همسرش استفاده کند. تمام فرزندان این ازدواج دارای عنوان کنت یا کنتس اورانیه-ناسائو و یونک‌هر یا یونک‌فرو وان آمسبیرخ هستند.
طبق فرمان سلطنتی مورخ ۱۵ ژانویه ۲۰۰۳، شماره ۳۶، شاهدخت لورنتین دارای پرچم مخصوص خود شد.

### نشان‌ها

#### نشان‌های ملی
- هلند:
  -  بانوی صلیب بزرگ نشان خاندان اورانیه (۱۷ مه ۲۰۰۱)[۸]
  -  دریافت‌کنندهٔ مدال ازدواج سلطنتی ۲۰۰۲ (۲ فوریه ۲۰۰۲)
  -  دریافت‌کنندهٔ مدال تاج‌گذاری ویلم-الکساندر (۳۰ آوریل ۲۰۱۳)

#### نشان‌های خارجی
- بلژیک: بانوی صلیب بزرگ نشان تاج (۲۸ نوامبر ۲۰۱۶)[۹]
- فرانسه: فرمانده بزرگ نشان لژیون دونور (۱۱ آوریل ۲۰۲۳)[۱۰]
- اردن: بانوی درجهٔ بزرگ نشان عالی رنسانس (۳۰ اکتبر ۲۰۰۶)[۱۱][۱۲]